# Søslaget i Køge Bugt (1710)
 Denne artikel omhandler Slaget i Køge Bugt. Opslagsordet har også en anden betydning, se Søslaget i Køge Bugt.
 Der er for få eller ingen kildehenvisninger i denne artikel, hvilket er et problem. Du kan hjælpe ved at angive troværdige kilder til de påstande, som fremføres i artiklen.

Slaget i Køge Bugt i 1710 var en del af Den Store Nordiske Krig. En intens ildkamp fandt sted den 4. oktober ved Køge Bugt, syd for København. Det danske linjeskib Dannebroge eksploderede og de to svenske Tre Kronor og Prinsessan Ulrika Eleonora løb på grund. På grund af vejrforholdene kunne kampene ikke fortsættes.[kilde mangler]

## Skibe

### Dansk-norske
- Elephanten 90 (flagskib)
- Fredericus IV 110
- Dannebroge 82-94 - sprang i luften (4. oktober)[2]
- Justitia 90
- Norske Løve 84
- Tre Løver 78
- Prinds Christian 76
- Sophia Hedvig 76
- Wenden 72
- Dronning Louisa 70
- Haffru 70
- Beskjermer 64
- Ebenetzer 64
- Svan 60
- Oldenborg 52
- Sværdfisk 52
- Tomler 52
- Fyen 50
- Island 50

### Svenske
- Gotha Lejon 90 (flagskib)
- Enighet 94
- Tre Kronor 86 - grundstødt
- Wenden 82
- Sverige 82
- Prinsessan Hedvig 80
- Prinsessan Ulrika Eleonora 80 - grundstødt
- Gota 76
- Nordstjerna 76
- Prins Carl 76
- Prins Carl Fredrik 72
- Smaland 70
- Karlskrona 70
- Skane 68
- Bremen 64
- Fredrika Amalia 62
- Westmanland 62
- Pommern 56
- Sodermanland 56
- Wachtmeister 56
- Werden 54

## Billedgalleri
- Kirkeskibsmodel af Prinds Christian fra 1757, i Elling Kirke, ca. 5 km nordvest for Frederikshavn.